# Nőtincs
Nőtincs è un comune dell'Ungheria di 1.236 abitanti (dati 2001). È situato nella contea di Nógrád.